# 完全系
線型代数学あるいは函数解析学およびそれらの応用分野において、（主に無限次元の）ベクトル空間の与えられた部分集合が完全 (complete) である、または完全系（かんぜんけい、英: complete system, complete set:31; 完全集合）であるとは、それが全体空間の位相的生成系となるときに言う。
これはつまり、空間内の任意のベクトルがその部分集合の元の無限和を許す線型結合として書けることを意味するが、無限和の収束を扱うために、考えるベクトル空間は適当な位相を備えた位相線型空間でなければならない。そのような無限次元のベクトル空間として、しばしば適当な空間上で定義された実または複素数値の函数からなる適当な種類の函数空間が扱われる。無限和を許すことは有限和の全体（線型包）の（この位相に関する）閉包をとることと同じであるから、生成する部分空間が全体空間において稠密であるときその部分集合は完全である。
通常は単なる部分集合に対してそれが完全かどうかを議論するものではなく、直交系など何らかの独立性を満たすベクトルからなる集合（あるいはベクトルの列）に対して完全性を吟味する。完全な線型独立系は「基底」（ヒルベルト基底）と呼ばれる。

## 定義
ヒルベルト空間 {\displaystyle {\mathcal {H}}} 上のどんなベクトル {\displaystyle |\psi \rangle } も、同じ {\displaystyle {\mathcal {H}}} 上のベクトル達 {\displaystyle \{|1\rangle ,|2\rangle ,\dots \}} の線形結合で表せる場合、{\displaystyle \{|1\rangle ,|2\rangle ,\cdots \}} は {\displaystyle {\mathcal {H}}} の完全系を成す、と言う。このとき、任意のベクトル {\displaystyle |\psi \rangle } は以下のように表される。
{\displaystyle |\psi \rangle =c_{1}|1\rangle +c_{2}|2\rangle +\cdots =\sum _{n}c_{n}|n\rangle }

### 完全性関係
以下の関係を完全性関係と呼ぶ。
{\displaystyle \sum _{n}|n\rangle \langle n|={\hat {1}}}
{\displaystyle \{|n\rangle \}} がこの完全性関係を満たす場合、{\displaystyle \{|n\rangle \}} は完全系を成す。また「逆に，{\displaystyle \{|n\rangle \}} が完全系ならば、{\displaystyle \{|n\rangle \}} について完全性関係が成り立つ。」といった誤った記述が多くの物理の教科書に見られるが，完全性関係が成り立つためには，{\displaystyle \{|n\rangle \}}が完全系を成すだけでなく，正規直交性を満たす必要がある。

## 直交関数系の完全性
任意の関数が、ある直交関数系で展開できるとき、この直交関数系を完全系と呼ぶ。
- {\displaystyle \{1,\cos x,\cos 2x,\dots ,\sin x,\sin 2x,\dots \}\ } は完全系である。よって、{\displaystyle -\pi \leq x\leq \pi } の範囲における任意の関数をこの線形結合で表せる。

- 球面調和関数やルジャンドル多項式も、以下の直交関係を満たす完全系である。
{\displaystyle \int _{\theta =0}^{\pi }\int _{\varphi =0}^{2\pi }Y_{\ell }^{m}(\theta ,\varphi )\,Y_{\ell '}^{m'*}(\theta ,\varphi )\,\sin \theta \,d\theta \,d\varphi =\delta _{\ell \ell '}\,\delta _{mm'}}
{\displaystyle \int _{-1}^{1}P_{m}(x)P_{n}(x)\,dx={2 \over {2n+1}}\delta _{mn}}

- 他の完全系の例としては、エルミート多項式、ラゲール多項式、ゲーゲンバウアー多項式、ベッセル関数などがある。

## 類似概念
- 環論における冪等元の完全系 (complete system of idempotents), 特に中心冪等元あるいは直交冪等元の成す完全系により、（線型空間および線型写像の固有分解（スペクトル分解）に対応する）環あるいは環上の加群およびその元の冪等元分解（スペクトル分解）ができる。
- 完全数列（英語版）: その適当な部分列の総和として任意の自然数を表すことができる自然数列
- 完全代表系 (complete system of representatives)
- 完全性関係はある種の1の分割 (resolution of the identity) である。

## 注